# Siculiana
Siculiana es una comuna siciliana de 4.716 habitantes. Su superficie es de 40,60 km². Su densidad es de 116,16 hab/km². Forma parte de la región italiana de Sicilia. Esta ciudad está situada en la provincia de Agrigento. Las comunas limítrofes son Agrigento, Montallegro, y Realmonte. 

## Evolución demográfica

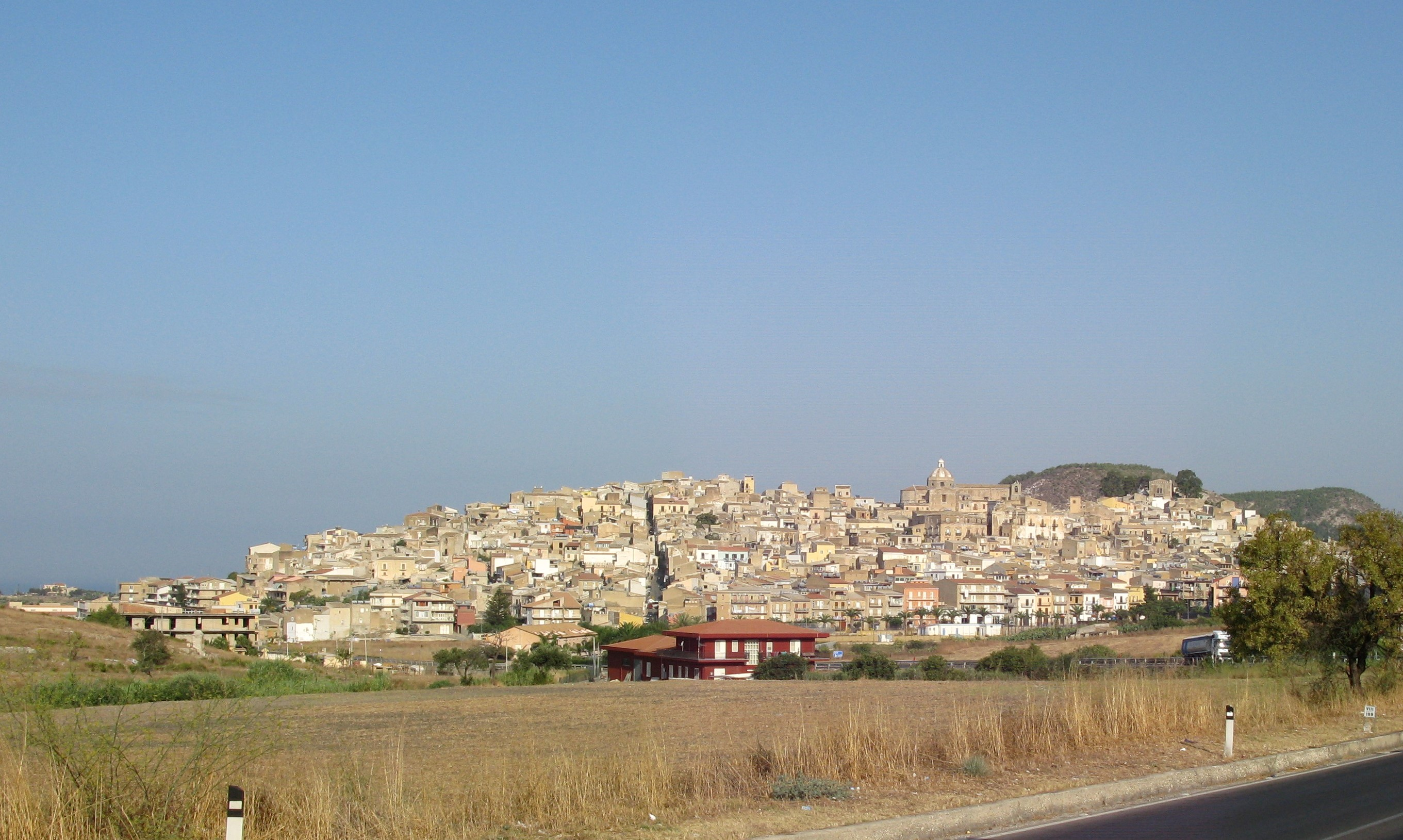
Siculiana.

| Gráfica de evolución demográfica de Siculiana entre 1861 y 2001 |
|                                                                 |
| Fuente ISTAT - elaboración gráfica de Wikipedia                 |

- Datos: Q267469
- Multimedia: Siculiana / Q267469

1. ↑  Worldpostalcodes.org, código postal n.º 92010.
2. ↑  «Codici Catastali». Comuni-italiani.it (en italiano). Consultado el 29 de abril de 2017.